# Sasuke vs. Commander
Sasuke vs. Commander (サスケVSコマンダ?, Sasuke vs Komandā) è un videogioco arcade di genere sparatutto a schermata fissa, sviluppato e pubblicato nel 1980 da SNK. In contrasto con il tema fantascientifico della maggior parte dei giochi dell'epoca, il titolo è ambientato in un mondo magico con nemici simili a ninja e ondate alternative di semplici attaccanti e boss più potenti.
È incluso in due diverse raccolte: SNK Arcade Classics 0 per PlayStation Portable e SNK 40th Anniversary Collection per le piattaforme attuali.

## Modalità di gioco
Il giocatore controlla Sasuke, un ninja vestito di azzurro che si muove a destra e a sinistra nella parte inferiore dello schermo orientato verticalmente. Il gioco è composto da otto livelli suddivisi in due parti.
La prima parte si svolge su uno sfondo che mostra una strada che conduce a un castello visto da lontano. Un certo numero di ninja vestiti di rosso o verde appaiono in una nuvola di fumo e poi attaccano con gli shuriken mentre si muovono lungo lo schermo. Sasuke risponde al fuoco con la stessa arma e se centra un nemico, questo diventa viola e scompare cadendo direttamente per terra. Nel caso venisse colpito da uno degli attacchi perde una delle sue tre vite (esaurite le quali la partita termina).
Quando la prima parte è completata, o Sasuke viene ucciso, inizia la seconda parte, il "bonus magico". Questi iniziano con un boss che appare fuori dal castello mentre suona una fanfara, alla fine della quale l'azione si sposta su una nuova scena di sfondo che mostra un paesaggio montano. Quest'ultima parte è a tempo, ove nella quale i boss rimangono vicino alla parte superiore dello schermo e usano armi più potenti. Il giocatore riceve un bonus se sconfigge i boss in base al tempo rimasto, ma potrebbe anche non ottenerlo se Sasuke muore senza che questi perda una vita.
Infine, se si raggiunge con successo la fine, un filmato mostra Sasuke che inciampa su una roccia e non si rialza.

## Accoglienza
In Giappone, la rivista Game Machine elencò Sasuke vs. Commander come il decimo gioco arcade più popolare nel 1981 in base al fatturato, a pari merito con Space Invaders e Missile Command.